# Glubokojesee
Der Glubokojesee (russisch Озеро Глубокое, „tiefer See“), oder Omuk-Kjuol (Омук-Кюёль), ist ein etwa 143 km² großer See im Putorana-Gebirge, dem Nordwestteil des Mittelsibirischen Berglands in der Region Krasnojarsk, Sibirien, Russland (Asien).

## Geographische Lage
Der Glubokojesee befindet sich rund 315 km nördlich des nördlichen Polarkreises im Westteil des Putorana-Gebirges (max. 1701 m). Er liegt durchschnittlich rund 75 km ostsüdöstlich von Norilsk. Weder am See noch im Umland gibt es Siedlungen, aber an seinem Ufer stehen mancherorts Isbas, traditionelle russische Holzhütten.
Die umliegenden Berge sind nördlich in den Lamskiebergen bis 973 m hoch, östlich im selben Gebirgsteil bis 1112 m, südöstlich in den Dynkengdabergen bis 1177 m und südlich in den Imanbergen bis 1135 m. Während der See von der Muksun und zahlreichen Gebirgsbächen gespeist wird, ist die Glubokaja sein einziger Abfluss, deren Wasser über Talaja, Norilka und Pjassina zur Karasee (Teil des Nordpolarmeers) fließt.
Der etwa 49 m hoch gelegene See ist rund 42 km lang und bis 8,7 km breit. Er ist im Mittel 16 m tief. Die Wassertemperatur erreicht auch im Sommer selten mehr als 10 °C. Sein Einzugsgebiet ist etwa 4.400 km² groß.
Im Einzugsgebiet des Glubokojesees liegen im Süden der kleine Gudkesee und im Südosten der Sobatschjesee mit dem oberhalb davon gelegenen Nakomjakensee und dessen Nachbarsee Tonelj sowie zudem viele Kleinseen und Fließgewässer. Außerhalb dieses Gebiets befindet sich unterhalb des Sees als Nachbarsee der zum Beispiel von der Glubokaja gespeiste Melkojesee.

## Klima, Flora und Fauna
Die Region des Glubokojesees liegt im Bereich des Permafrostbodens. Der See ist alljährlich von Anfang Oktober bis Ende Juni oder Anfang Juli von Eis bedeckt. An seinen Ufern, die im Westen teils flach und sandig sind und im sumpfigen Hinterland viele Kleinseen ausweisen, gedeihen boreale Nadelwälder (Taiga) und auf den vielerorts plateauartigen Bergen herrscht Tundra mit Moosen und Flechten vor. Im fischreichen See leben unter anderem Barsche wie der Flussbarsch und Salmoniden wie Äschen und Wandersaiblinge.